# Thelairosoma obversum
Thelairosoma obversum là một loài ruồi trong họ Tachinidae.